# أندريا كروفورد
أندريا كروفورد (بالإنجليزية: Andrea Crawford)‏ هي لاعبة كرلنغ كندية، ولدت في 31 يوليو 1985 في بيرت أندوفر في كندا.

## وصلات خارجية
- أندريا كروفورد على موقع الاتحاد الدولي للكرلنغ (الإنجليزية)